# Barrera de paral·laxi

Comparació de los mètodes autoestereoscopics: Barrera de paral·laxi y full lenticular

La barrera de paral·laxi (Parallax Barrier) és una de les tecnologies més utilitzades per a la creació d'imatges estereoscòpiques sense la necessitat de cap mena de dispositiu per a la seva visualització: ulleres 3D, cascos especials, etc. La visió humana es basa en la percepció de dues imatges lleugerament diferents en una mateixa escena, cadascuna d'elles capturades per cada ull i processada finalment pel cervell per tal d'afegir la profunditat. Per tant, la barrera de paral·laxi construirà una imatge diferent per a cada ull mitjançant un dispositiu col·locat davant de la nostra font d'imatge generant finalment, una imatge tridimensional.

## Funcionament
Una barrera de paral·laxi es basa en un patró periòdic de regions opaques "no transmissibles" y regions transparents "transmissibles" col·locades davant d'un dispositiu de visualització, com pot ser una pantalla de cristall líquid, generant finalment diferents imatges per a cada ull segons la nostra visualització de les regions. Les regions acostumen a ser paral·lelograms degut a la seva fàcil distribució en forma de columnes i seguint una simetria perquè cada ull visualitzi únicament una imatge.
Per a la generació de la imatge 3D es mostren dues imatges 2D a la pantalla LCD, les quals, són intercalades progressivament al llarg de la pantalla. Quan l'observador es col·loca a la finestra de visualització, l'ull dret percebrà una imatge 2D mentre que l'ull esquerre percebrà una altra imatge 2D diferent. En aquest moment, el nostre cervell processarà les imatges percebent el 3D.

## Tipus
La gran desavantatge d'aquest sistema és que hem d'estar en una posició fixa per tal de poder veure amb claredat la nostra imatge i l'angle de visió sempre és limitat. Les barreres de paral·laxi es poden agrupar en dos tipus d'ús: sense seguiment de múltiples vistes i seguiment de dues vistes.
- Sense seguiment de múltiples vistes (Untracked multi-view): Es caracteritza bàsicament pels múltiples punts de vista que disposa independentment dels espectadors. La generació de les vistes es basa en la divisió de la pantalla per a múltiples imatges intercalades entre si. El gran inconvenient del nostre sistema serà que la resolució de les imatges és limitada.
- Seguiment de dues vistes (Tracked two-view): Utilitzat per a un únic usuari, es basa en la posició de l'observador. Per solucionar l'aspecte del moviment de l'usuari s'empren tècniques de detecció i seguiment facial, per tal de saber quines regions observarà cada ull. La qualitat augmentarà però el nostre sistema estarà limitat a aplicacions de monousuari.

## Aplicacions
Les aplicacions basades en la tecnologia de barreres de paral·laxi estan en el moment de desenvolupament pel fet que en l'última dècada la tecnologia 3D ha evolucionat constantment.
- Seguretat: En aeroports s'estudia la possibilitat d'afegir pantalles junt als analitzadors de raigs X per equipatge sospitós.[5]
- Dispositius GPS: S'ha aplicat la tecnologia a les seves pantalles LCD de manera que el conductor i l'acompanyant puguin veure imatges completament diferents de forma simultània. Aquesta tecnologia és emprada pel nou Range Rover de Land Rover.
- Televisors i monitors: Probablement és on més queda per estudiar pel fet que s'intenta millorar la qualitat amb grans mides de pantalles i millor angle de visió: Toshiba Qosmio T851, LG DX2500.
- Smartphone's i videoconsoles: Han revolucionat el mercat actual conseguint nombrosos avantatges gràcies al 3D. Les barreres de paral·laxi aplicades a les petites pantalles d'aquests dispositius ens proposen una millor interacció amb l'usuari. Videoconsoles com Nintendo 3DS o telèfons mòbils com LG Optimus 3D, HTC EVO 3D CDMA.